# Spanking

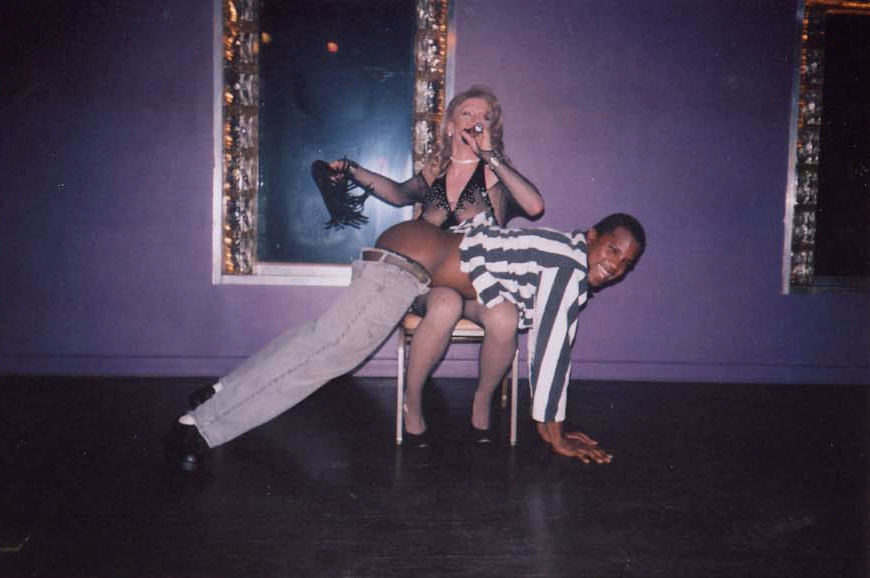
Spanking

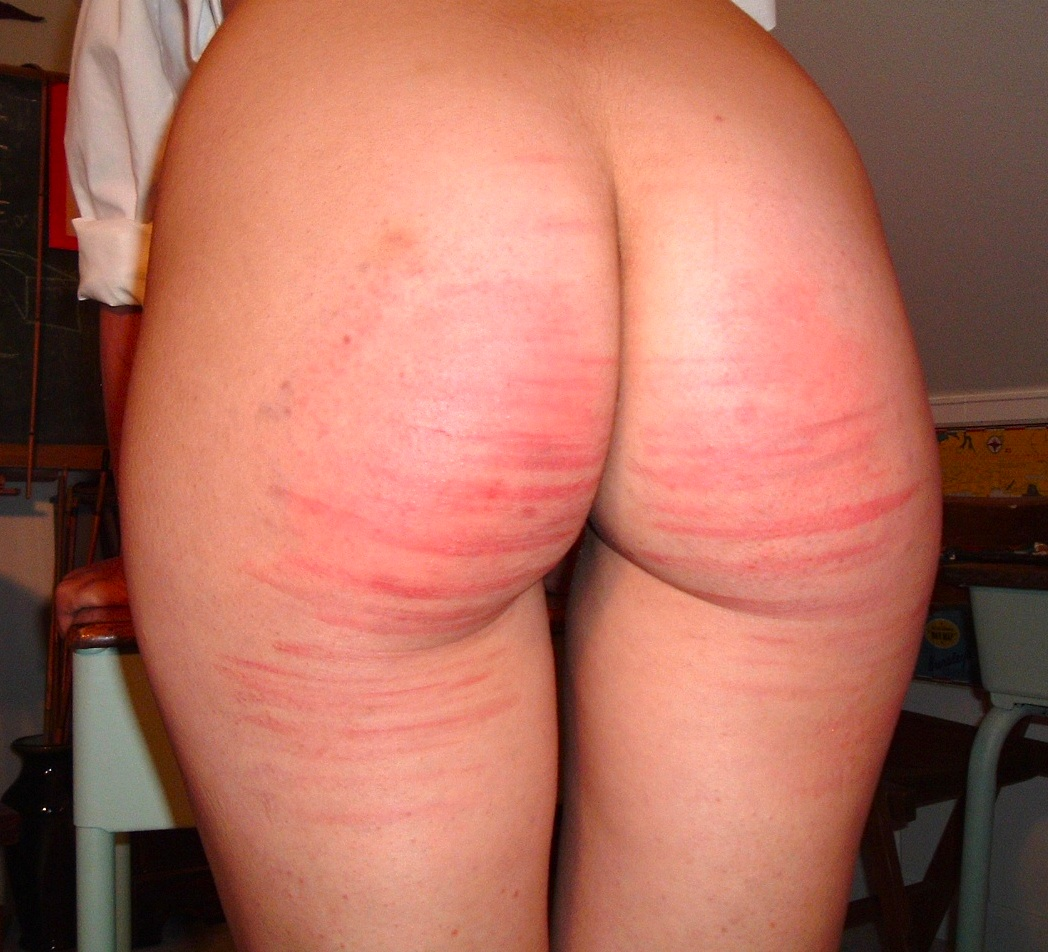
Resultaat van een spanking in de film Final exam

Spanking is  het slaan op de billen als erotische activiteit.  Dit kan met de blote hand of met attributen zoals gesels, riemen, roeden of paddles.  De term is van Engelse origine, ontstaan in 1727, vermoedelijk als onomatopee. Spanking had oorspronkelijk de betekenis van billenkoek, de lijfstraf waarbij iemand slaag krijgt op de billen met een open hand.
De uitgedeelde tikken veroorzaken in meerdere of mindere mate pijn. In respons hierop worden, om deze pijn minder te voelen, in de hersenen endorfinen afgescheiden, de lichaamseigen stoffen die op dezelfde receptor gaan zitten als morfine. Dit geeft een plezierig en behaaglijk gevoel en kan de seksuele opwinding versterken.
Spanking kan op zichzelf staan, maar kan ook onderdeel zijn van bdsm, waarbij spanking als straf kan worden toegepast binnen een rollenspel van dominantie en submissie.